# Université au Mexique
Universités mexicaines
Universités publiques
Benemérita Universidad Autónoma de Puebla http://www.buap.mx/ . Puebla
Instituto Tecnológico de Hermosillo (ITH). Hermosillo, Sonora.
Universidad Autónoma de Aguascalientes (UAA). Aguascalientes, Aguascalientes.
Universidad Autónoma de Baja California
Universidad Autónoma de Baja California Sur
Universidad Autónoma de Campeche
Universidad Autónoma del Carmen
Universidad Autónoma de Chiapas
Universidad Autónoma de Chihuahua
Universidad Autónoma Agraria Antonio Narro
Universidad Autónoma de Coahuila
Universidad Autónoma de Ciudad Juárez
Universidad Autónoma de Querétaro (UAQ). Querétaro, Querétaro.
Université de Guadalajara (UAG). Guadalajara, Jalisco.
Université autonome métropolitaine (UAM) http://www.uam.mx/. Mexico.
Université nationale autonome du Mexique (UNAM). Mexico.
Universidad Autónoma de Guerrero
Universidad Autónoma del Estado de Hidalgo
Universidad Autónoma Chapingo
Universidad Autónoma del Estado de México
Universidad Autónoma del Estado de Morelos
Universidad Autónoma de Nayarit
Université autonome du Nuevo León
Universidad Autónoma Benito Juárez de Oaxaca
Universidad Popular Autónoma del Estado de Puebla
Universidad Autónoma de San Luis Potosí
Universidad Autónoma de Sinaloa
Universidad Juárez Autónoma de Tabasco
Universidad Autónoma de Tamaulipas
Universidad Autónoma de Tlaxcala
Universidad Autónoma de Yucatán
Universidad Autónoma de Zacatecas
Université de Colima (UCOL). Colima, Colima.
Universidad Michoacana de San Nicolás de Hidalgo (UMSNH). Morelia, Michoacán.
Universidad Pedagógica Nacional
Universidad Tecnológica de México
Université Juarez de l'État de Durango
Universidad de Guanajuato
Université de Guadalajara
Universidad de Quintana Roo
Université de Veracruz
Universités privées
Institut de technologie et d'études supérieures de Monterrey
Universidad Anahuac Sur / Universidad Anahuac Norte
Universidad de Las Américas, A.C.
Universidad del Valle de México
Université ibéro-américaine
Universidad Insurgentes
Universidad Intercontinental
Universidad Internacional
Université de Monterrey
Universidad La Salle, A. C.
Université panaméricaine
Universidad de las Américas Puebla